# 서수지 나들목
서수지 나들목(W.Suji IC)은 경기도 용인시 수지구 성복동과 신봉동에 걸쳐 설치된 용인서울고속도로의 3번 교차로이다. 인근에 서수지 요금소 (본선요금소)가 있고, 서울방향 진출입시 이용 차량은 본선요금소의 가장 바깥 차로를 이용하며, 흥덕 나들목, 광교상현 나들목 방향으로 진입하거나 해당 방향에서 진출하는 차량은 진출입로에 설치된 요금소에서 요금을 납부하고 진출입해야 한다. 계획 당시 가칭은 성복 나들목이었으나, 2009년 4월 8일에 현재의 서수지 나들목으로 변경되었다.

## 연혁
- 2005년 5월 21일 : 나들목 신설을 위해 용인시 도시계획시설 교통광장에 성복동 일원을 고시[2]
- 2009년 4월 8일 : 기존 가칭인 성복 나들목에서 서수지 나들목으로 변경
- 2009년 7월 1일 : 용인서울고속도로 개통과 함께 통행 개시[3]
- 2009년 10월 23일 : 용인시 성복동 일원 교통광장 폐지[4]

## 구조물 정보
- 위치: 경기도 용인시 수지구 성복동, 신봉동

## 통행료
아래 통행료는 2015년 10월 29일 조정 기준이다.
| 구분 | 통행료 (2015년 10월 29일 이전) | 2015년 10월 29일 이후 통행료 |
| ---- | ------------------------------ | ---------------------------- |
| 경차 | 300                            | 250                          |
| 1종  | 600                            | 500                          |
| 2종  | 600                            | 500                          |
| 3종  | 600                            | 500                          |
| 4종  | 600                            | 600                          |
| 5종  | 700                            | 600                          |

## 접속하는 도로
- 성복1로
- 간접 연결 : 도마치로